# Celedoni Vilà Torroja
Celedoni Vilà Torroja (Reus 2 de novembre de 1759 - 23 de juny de 1821) conegut com a Celdoni o Saldoni Vilà, fou un argenter i arxiver català reusenc del segle xviii, fill de Josepha Torroja i Porta i Joan Vilà i Alguer natural de Reus argenter, ofici que va seguir de jove.
Va esdevenir arxiver municipal i va tenir accés a tots els documents de l'època i altres antics. Entre altres obres, el 1787 va deixar una descripció molt completa de Reus i el Camp de Tarragona sota el títol de Descripción de mi estimada patria la villa de Reus, que segons Pere Anguera ha estat considerat "una de les primeres temptatives catalanes del que després fou la geografia humana", i també una obra sobre el guerriller Carrasclet: Amor al Rey y a la pàtria, vinguda de Pere Juan Barceló dit Carrasclet, en Reus, 1713-1749 (transcripció i pròleg de Josep Iglésies), que aporta moltes notícies sobre els primers anys del règim borbònic i resumeix el dietari de l'argenter austriacista Ramon Fina. Segons Andreu de Bofarull deixà manuscrits diversos volums amb anotacions sobre Tarragona, Siurana, Prades, diversos monestirs i notes d'arqueologia del Camp, que no es conserven. Va col·laborar amb el doctor Pere Anguera Magrinyà en l'elaboració de diverses genealogies de reusencs, des del segle xii al XVII. Torres Amat diu: "Sin haber aprendido la lengua latina, copió y mandó copiar una infinitud de documentos muy curiosos y de historias manuscritas muy interesantes, añadiéndoles sus notas y observaciones que formaban muchos volúmenes. No sé donde han ido a parar". L'escriptor i geògraf reusenc Joaquim Santasusagna diu que Andreu de Bofarull va aprofitar molts dels textos de Vilà per al seu llibre Anales históricos de Reus des de su fundación hasta nuestros días, publicat el 1845. També diu que el doctor Salvador Vilaseca havia heretat de la família de Pere Anguera Magrinyà, avantpassat seu, diversos manuscrits: "Los Rectors y Priors, Beneficis y Capellanies hi ha gut y ha en la Iglesia y Vila de Reus"; "Convent de monjas Carmelitas Descalsas de Reus, any 1660"; "Mascalbó"; "Camarers de Tarragona y señors de la vila de Reus"; "Colegi de Carmelitas Descalsos de Reus, any 1606"; "Varias notas pertanyents de la Iglesia de Reus"; "Memorias del Seminari de Reus. Fundat any 1758" i "Convent de Santa Maria de Jesús de Reus, any 1448".
Dos dels manuscrits conservats es van publicar a la segona part del segle xx per l'Associació d'Estudis Reusencs.
La ciutat de Reus li dedicà una plaça al Barri de la Immaculada, entre el carrer de Cèlia Artiga i el de la Immaculada.